# 카우라강

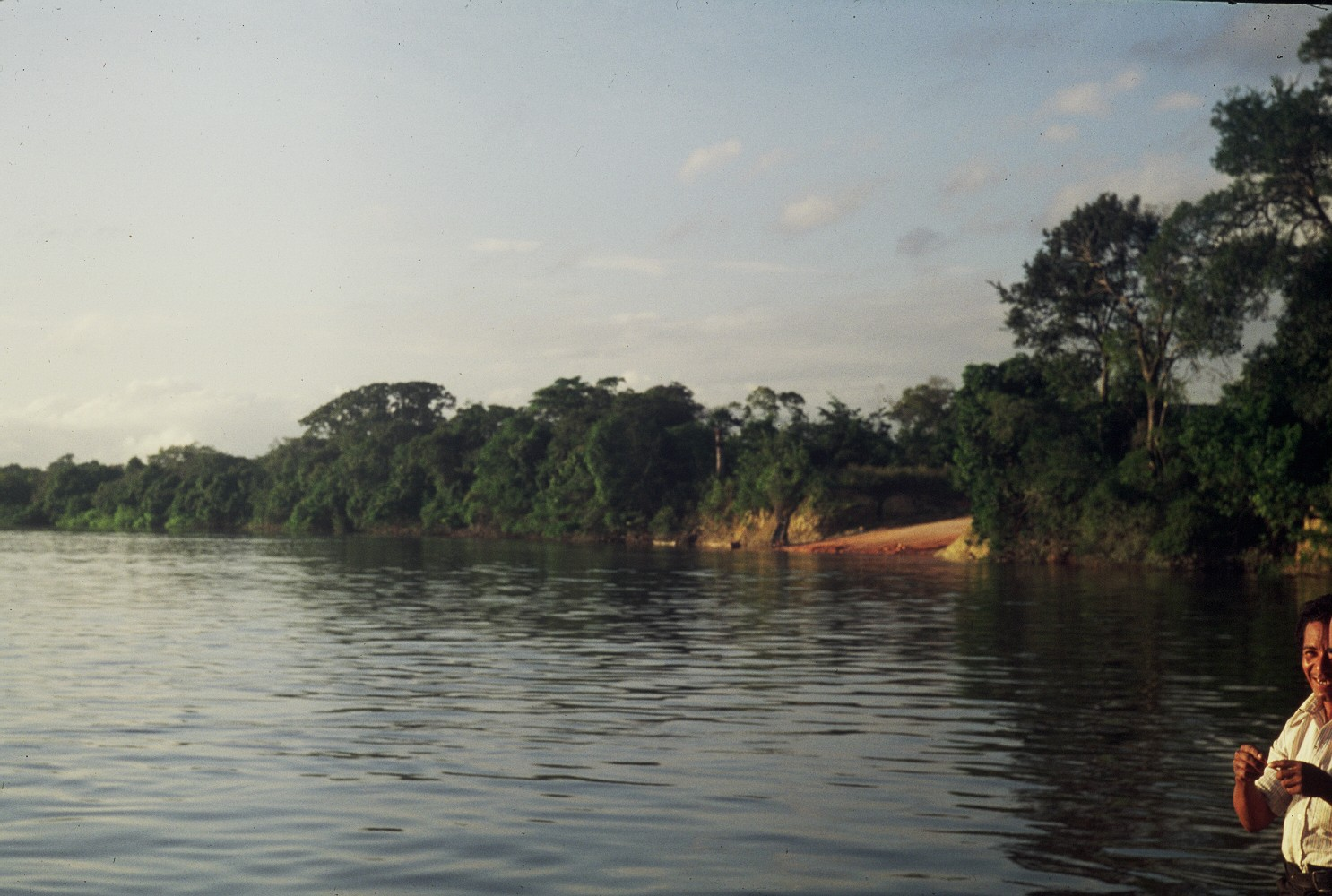
카우라강

카우라강(Caura River)은 베네수엘라를 흐르는 강이다. 카우라강은 원시밀림 지역으로 둘러싸여 있다. 상류에는 예콰나족이 살고 있다.